# ドタンバ!!
『ドタンバ!!』は、日本テレビと一部系列局で、2008年1月12日から3月29日まで毎週土曜17:00 - 17:30（以降、時間表記は全てJST）に放送されていたバラエティ番組である。MCの3人は同局における『スッキリ!!』の当時の総合司会・サブ司会と共通。

## 内容
- 少し変わった職業について、毎週1組の芸能人がどのような職業なのか、を自ら土壇場（ドタンバ）になるまで体当たり取材をし、体験・紹介をしていく。
- 第 1回　オカマバーSHOW修行（ハイキングウォーキング）2008年1月12日
- 第 2回　万引きGメン入門（カラテカ矢部）2008年1月19日
- 第 3回　デカ部屋入門（ザ・たっち）2008年1月26日
- 第 4回　高所ビル清掃業入門（半田健人）2008年2月2日
- 第 5回　森三中地獄のパティシエ修業（森三中・大島美幸）2008年2月9日
- 第 6回　渋谷パトロールオヤジ密着（木原実）2008年2月16日
- 第 7回　ブランド質屋・銀蔵入門（バッドボーイズ・佐田正樹）2008年2月23日
- 第 8回　動物ハンター入門（あべこうじ）2008年3月1日
- 第 9回　民間SP入門（ヒロシ）2008年3月8日
- 第10回　実験でんじろうに入門（ネゴシックス）2008年3月15日
- 第11回　万引きGメン入門リベンジ（カラテカ矢部）2008年3月22日
- 第12回　助産師入門（くまきりあさ美）2008年3月29日

## 出演者
MC
- 加藤浩次（極楽とんぼ）
- 葉山エレーヌ（日本テレビアナウンサー）
- テリー伊藤

ナレーション
- 渡辺篤史

## ネット局と放送時間
| 放送対象地域   | 放送局               | 系列           | 放送曜日及び放送時間   | 放送の遅れ |
| -------------- | -------------------- | -------------- | ---------------------- | ---------- |
| 関東広域圏     | 日本テレビ (NTV)     | 日本テレビ系列 | 毎週土曜 17:00 - 17:30 | 制作局     |
| 新潟県         | テレビ新潟 (TeNY)    | 日本テレビ系列 | 毎週土曜 17:00 - 17:30 | 同時ネット |
| 長野県         | テレビ信州 (TSB)     | 日本テレビ系列 | 毎週土曜 17:00 - 17:30 | 同時ネット |
| 静岡県         | 静岡第一テレビ (SDT) | 日本テレビ系列 | 毎週土曜 17:00 - 17:30 | 同時ネット |
| 香川県・岡山県 | 西日本放送 (RNC)     | 日本テレビ系列 | 毎週月曜 24:29 - 24:59 | 9日遅れ    |
| 中京広域圏     | 中京テレビ (CTV)     | 日本テレビ系列 | 毎週火曜 24:29 - 24:59 | 10日遅れ   |
| 愛媛県         | 南海放送 (RNB)       | 日本テレビ系列 | 毎週水曜 16:21 - 16:50 | 18日遅れ   |

| 日本テレビ 土曜17:00 - 17:30枠 | 日本テレビ 土曜17:00 - 17:30枠 | 日本テレビ 土曜17:00 - 17:30枠 |
| 前番組                         | 番組名                         | 次番組                         |
| ------------------------------ | ------------------------------ | ------------------------------ |
| ハリコミらいおん!!             | ドタンバ!!                     | 脳天イライラクイズ             |